# Taki Fujita
Taki Fujita, född 1898, död 1993, var en japansk feminist och lärare.  
Hon var dotter till en kristen domare. Hon studerade vid Tsuda College och tog examen från Bryn Mawr College 1925. Hon var verksam som lärare vid Tsuda College,
och rektor 1962-1972. Hon var 1946 medgrundare till Japanese Association of University Women och dess första ordförande. 
Hon var Japans delegat till Pan-Pacific Women's Conference 1928. Hon var engagerad inom Japanese women's suffrage organizations 1929-1940. Sedan kvinnlig rösträtt införts 1945, var hon ordförande för League of Women Voters of Japan. Hon kandiderade utan framgång till Japans parlament 1950 och 1956. Hon var Japans delegat till United Nations Commission on the Status of Women hos FN, och direktör för Women’s and Children’s Bureau inom arbetsministeriet 1951-1955. 